# .tc
.tc es el dominio de nivel superior geográfico (ccTLD) para Islas Turcas y Caicos.